# Ocarina
Pour les articles homonymes, voir Ocarina (homonymie).

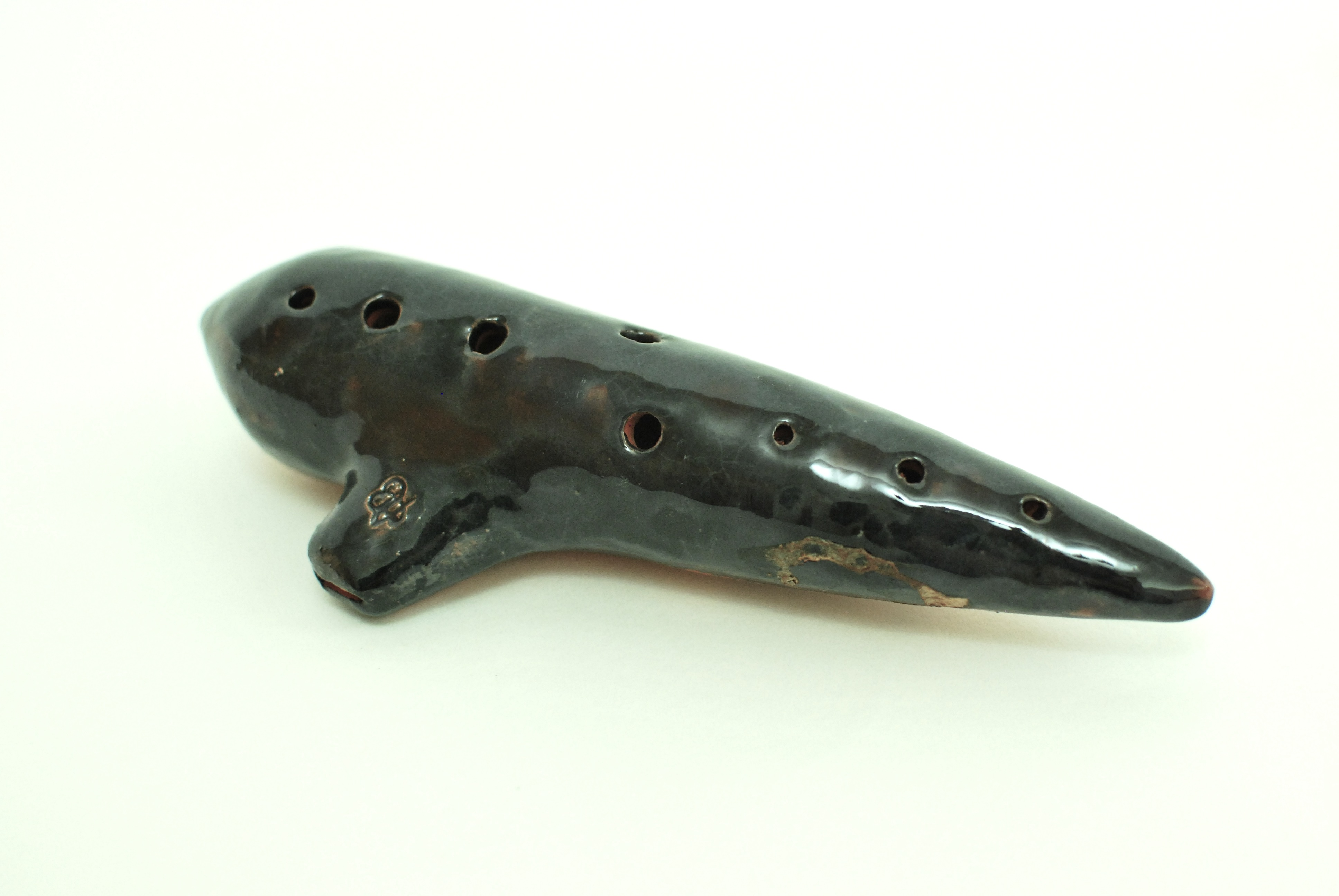
Ocarina, vers 1900. au musée de la Musique de Barcelone.

Un ocarina est un instrument de musique à vent ovoïde sans clé, un type de flûte globulaire qui serait descendant des premiers sifflets.

## Étymologie et dénominations
Le mot ocarina dérive de ucaréṅna, qui signifie « petite oie » en dialecte bolonais, tandis que le mot oca dérive du latin auca, qui est une oie domestique.
L'ocarina porte différents noms en fonction des cultures, régions, ethnies et tribus.
Chez les autochtones d'Amérique on retrouve : huilacapiztli en nahuatl, terme qui désigne dans cette langue à la fois l'ocarina et le sifflet.

## Histoire
Il semblerait que l'ocarina ait été implanté au sein de nombreuses cultures il y a 12 000 ans, et il revêt historiquement une importance particulière en Chine et dans les cultures meso-américaines. Il était alors globulaire et possédait 6 trous. Ensuite, l'ocarina s'est étendu chez les Incas, les Mayas et les Aztèques. Dans l'actuel Pérou, il a pris une forme ovoïde et possédait désormais 8 trous. Cet ocarina a été oublié au XVIIe siècle mais un mathématicien anglais, John Taylor, a repris ce modèle au milieu du XXe siècle. Il est, de nos jours, joué par les enfants et porte également le nom d'ocarina anglais. Il a 6 trous dessus et deux dessous et permet de jouer la gamme chromatique plus un ton.
Différentes expéditions en Mésoamérique, dont celle menée par Cortés, ont permis l'introduction de l'ocarina dans les cours européennes. Les Mayas et les Aztèques ont tous deux produit des versions de l'ocarina, mais ce sont les Aztèques qui ont apporté en Europe le chant et la danse qui accompagnaient l'ocarina. L'ocarina est devenue populaire dans les communautés européennes en tant qu'instrument de jeu.
L'un des plus anciens ocarinas découverts en Europe provient de la région slave de Rudnik, au Kosovo. L'ocarina de Runik est un instrument à vent néolithique ressemblant à une flûte et est le plus ancien instrument de musique préhistorique jamais enregistré au Kosovo.
L'ocarina semble cependant avoir été tombé en désuétude en Europe jusqu'à sa redécouverte en Mésoamérique et en Amérique du Sud à la suite de la colonisation de l'Amérique.
En 1527, une troupe de musiciens danseurs a été emmenée pour jouer devant le roi Charles Quint qui trouva cela fabuleux. Cette troupe a ensuite fait des démonstrations dans toute l'Europe.
L'ocarina européen moderne remonte au XIXe siècle, lorsque Giuseppe Donati de Budrio, une ville près de Bologne, en Italie, a transformé l'ocarina d'un jouet, qui ne jouait que quelques notes, en un instrument plus complet (connu comme le premier ocarina « classique »). La forme la plus ancienne était connue en Europe sous le nom de gemshorn, qui était fabriquée à partir de cornes de chamois (en néerlandais : gems).
À Rome, un boulanger a adoré le son de l'ocarina et il a décidé d'en fabriquer un (à l'époque, les boulangers faisaient de petits objets en terre cuite dans leurs fours pour ne pas gaspiller le reste des cendres encore chaudes). C'est ainsi qu'il créa l'ocarina à 10 trous, capable de jouer 11 notes. Les ocarinas ont été considérés comme des jouets pour l'apprentissage de la musique pour les enfants. Mais, tout cela a changé lorsque Giuseppe Donati, un jeune musicien et boulanger, a créé l'ocarina traversier ou classique à 10 trous en 1853, à Budrio (près de Bologne). L'ocarina est depuis considéré comme un instrument de musique et non plus comme un jouet pour enfant. Giuseppe l'a nommé « ocarina » qui signifie « petite oie » car il ressemblait ainsi à une oie.

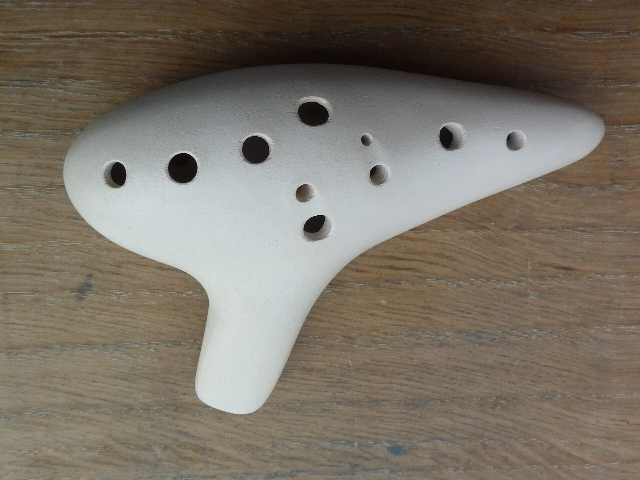
Ocarina monochambre à 12 trous.

En 1928, le sculpteur et musicologue japonais Takashi Aketagawa crée l'ocarina à 12 trous actuel .
Au XXe siècle, pendant les deux guerres mondiales, les militaires se munissaient parfois d'ocarina de poche pour se remonter le moral.
Mais après la Seconde Guerre mondiale, l'ocarina fut abandonné pour la flûte à bec qui coûtait moins cher. L'ocarina fut plongé dans l'oubli pendant plusieurs années[réf. nécessaire], mais a réussi à survivre grâce aux jeux The Legend of Zelda: Ocarina of Time sur Nintendo 64, Wonder boy V sur Mega Drive ou dans le dessin animé Albator. Ce jeu l'a rendu populaire en Asie et aux États-Unis. Existent aussi le double ocarina (inventé par les Italiens) et le triple ocarina (inventé par les Japonais).
Au XXIe siècle, l'ocarina est connu en Italie, au Japon, en Chine et aux États-Unis. Les Chinois ont inventé le quadruple ocarina entre 2007 et 2009. L'ocarina continue d'évoluer car de nouveaux modèles naissent (en mai ou juin 2009 : triple ocarina basse). L'ocarina s'étend surtout dans l'Amérique centrale et latine et dans les pays anglophones. Il s'étend difficilement dans les pays francophones.[réf. nécessaire] En France, un musicien a consacré un site internet uniquement à l'ocarina anglais et a écrit deux méthodes d'initiation en tablature.[réf. nécessaire]

### Origine
Il existe plusieurs théories. Pour certains, l'ocarina remonte à l'Amérique préhispanique, où elle a été documentée archéologiquement dans diverses cultures comme la culture maya, c'est-à-dire au Mexique, au Belize et au Guatemala ; C'est un instrument courant en Bolivie, au Pérou, en Équateur, en Colombie, au Venezuela, dans le nord du Chili, dans le nord de l'Argentine, en Méso-Amérique et au Mexique. D'autres théories lui attribuent une origine européenne, une troisième voie le considère comme originaire d'Asie d'Extrême-Orient, même si l'on croit fortement qu'il s'agit d'un dérivé du pututu.

## Facture

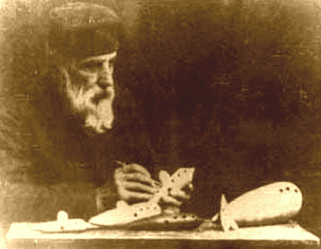
Giuseppe Donati.

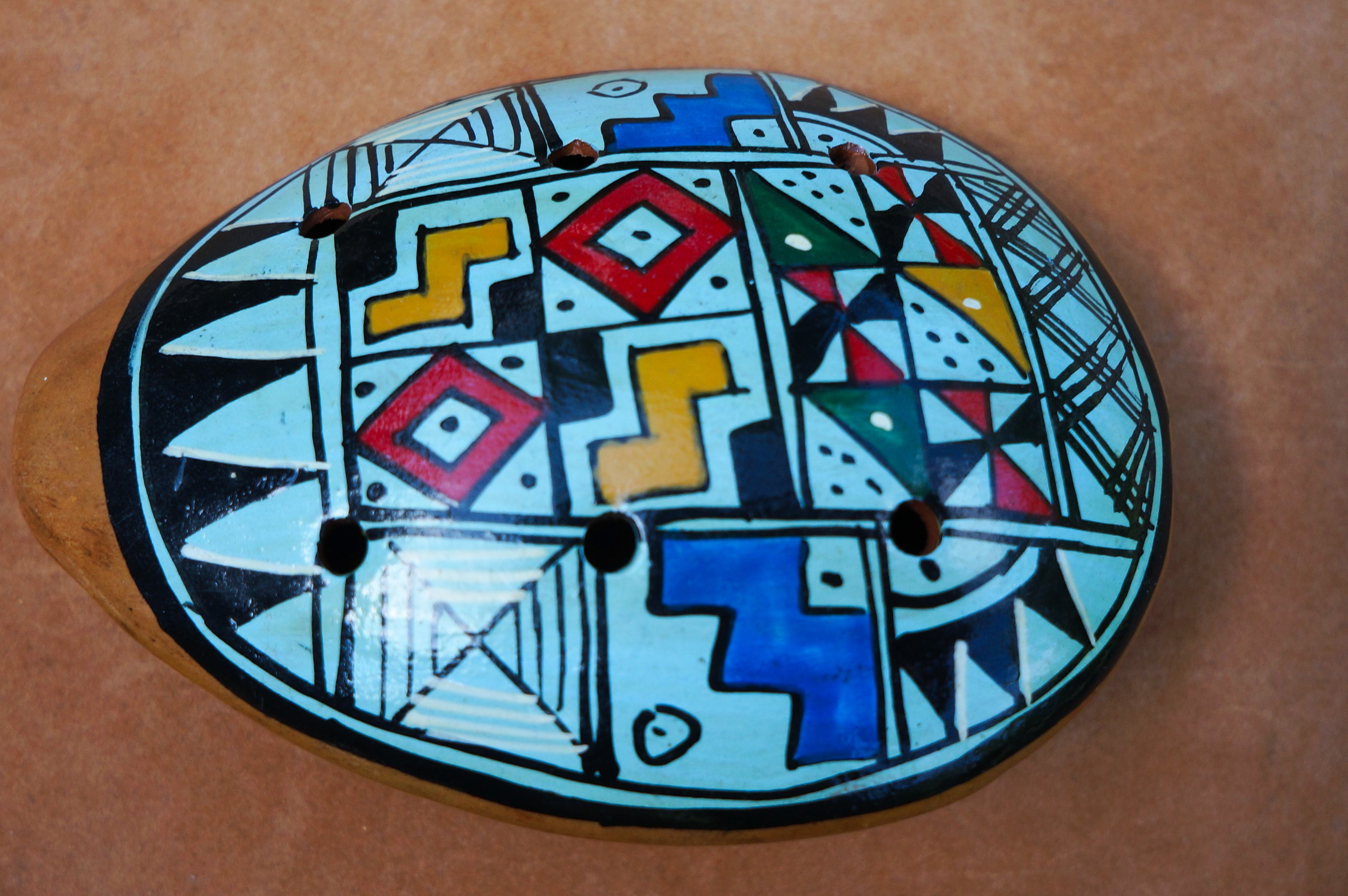
Ocarina ovoïde du Pérou.

L'ocarina est un résonateur de Helmholtz et est classé dans la famille des flûtes globulaires à conduit car le jeu se fait en soufflant dans une embouchure de flûte et non comme pour le xun chinois en soufflant sur un trou ouvert. Son corps est muni de trous de jeu permettant de produire différents sons.

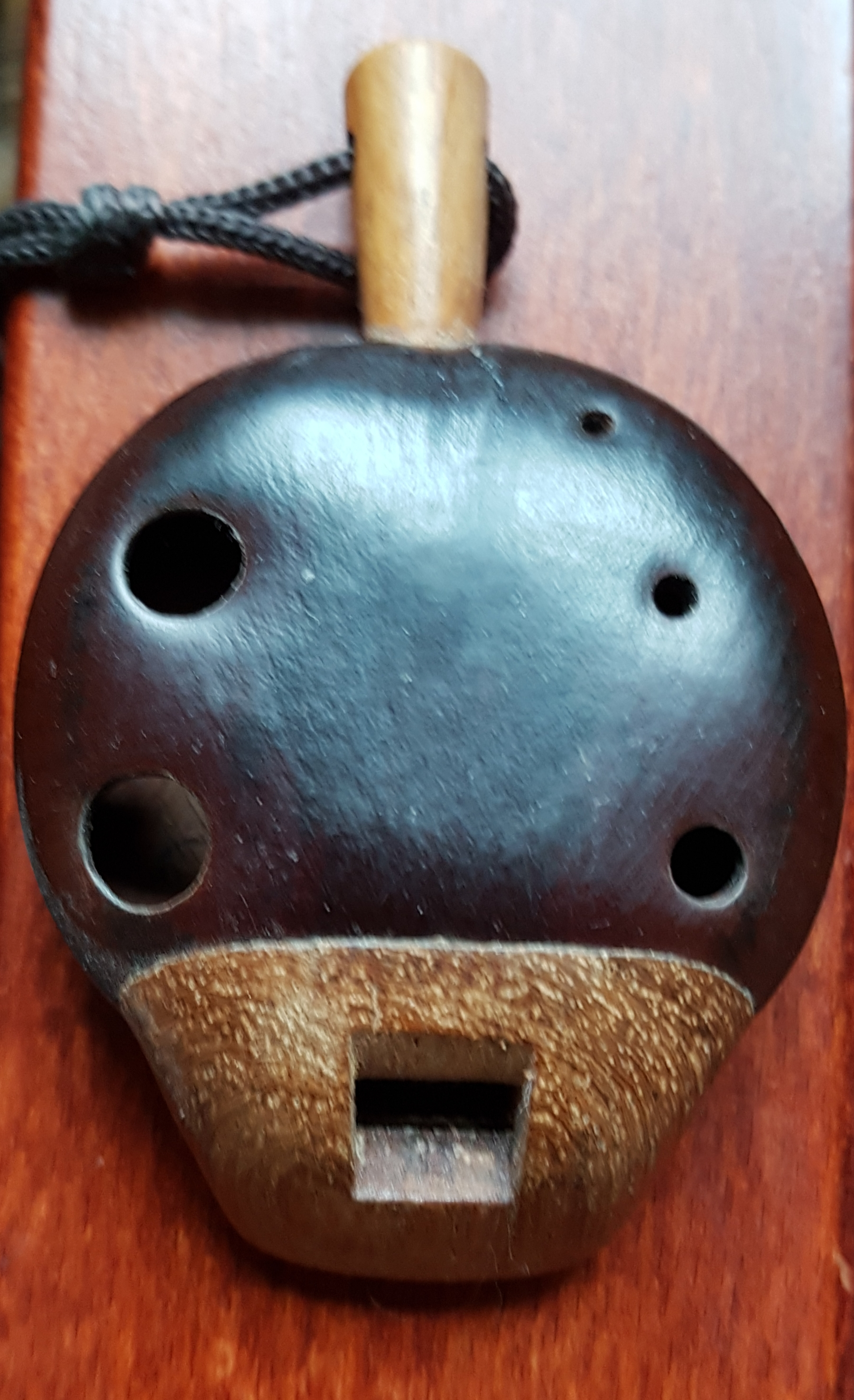
Kiokioca : ocarina à 5 trous fabriqué à partir d'une graine de haricot géant

Le matériau utilisé pour sa fabrication peut être : terre cuite, porcelaine, os, plastique, métal, pierre, cuivre. Il en existe aussi en végétaux : bois, écorce, graine, bambou, coque de fruit. Sa taille peut varier et mesurer jusqu’à une quinzaine de centimètres, approximativement la longueur de la main. L’ocarina est percé d’un nombre de trous variable  (4, 5, 6, 8, 10 ou 12 le plus souvent), ces derniers permettant de varier la hauteur des sons en soufflant dans un bec situé au milieu de l’instrument. Les types d'ocarinas varient par leur forme et le nombre de trous.

### Types d'ocarinas
Les principaux types d'ocarinas sont les suivants :
- L'ocarina anglais à 6 trous (10 notes), globulaire.
- L'ocarina du Pérou à 8 trous (11 notes), ovoïde.
- L'ocarina linéaire à 10 trous, qui a la même capacité de jeu que l'ocarina du Pérou mais est plus simple à jouer. Il est souvent considéré comme le mélange entre l'ocarina du Pérou et l'ocarina à 10 trous (non linéaire).
- L'ocarina à 12 trous (13 notes) qui est le premier ocarina considéré comme un instrument.
- Le double ocarina (17 notes) qui possède deux embouchures, inventé en Italie.
- Le triple ocarina (21 notes) qui possède trois embouchures, inventé au Japon.
- Le quadruple ocarina (24 notes), probablement inventé entre 2007 et 2009 en Chine, qui possède quatre embouchures.

#### Autre classification de types
- "Transversal" est le modèle d'ocarina le plus connu. Il a une forme arrondie et se tient à deux mains en position horizontale. En fonction du nombre de trous, le musicien n'a qu'à ouvrir un trou plus petit que le précédent pour monter sur l'échelle des tons. Les deux ocarinas transversaux les plus courants sont celui à dix trous (créé par l'Italien Giuseppe Donati) et celui à douze trous.
- "Pendentifs", il en existe deux types :

Le pendentif anglais, petit et maniable. Il utilise un système de doigté anglais comportant quatre à six trous.
Le pendentif péruvien, précolombien et d'origine inca, utilisé comme instrument de musique lors des fêtes, rituels et cérémonies. Il est généralement accompagné de motifs d'animaux, mais il existe également de nombreux spécimens ovales traditionnels à huit trous.
- "En ligne", aussi appelé "fusion" (de l'accrochage et du transversal). Ils sont petits et compacts, mais ont plus de trous que les pendentifs et vous permettent de monter en hauteur comme dans le modèle à doigts linéaires au lieu de combinaisons de doigts.
- "Multi-chambres", mieux connus sous le nom d'ocarinas "doubles" et "triples" et avec une plus grande richesse tonale. Ils sont conçus pour jouer des accords et obtenir une plus grande richesse harmonique.
- "À clés", fabriqués expérimentalement à partir de la fin du XIXe siècle.

### Son
Le son de l'ocarina est mélancolique, nostalgique voire pourrait être qualifié de douloureux.

### Autres informations
L'ocarina a des caractéristiques similaires au xun (塤), un autre instrument chinois important (mais il est différent dans la mesure où l'ocarina utilise un conduit interne, tandis que le xun est soufflé sur le bord extérieur).

## Jeu
L’instrument est tenu entre les mains et on y souffle par l’un des trous en forme d’embout afin de produire les sons en bouchant les autres trous ou non. Il existe aussi des ocarinas possédant plusieurs embouchures où le joueur sera obligé de déplacer l'ocarina pour pouvoir changer d'embouchure.
Les ocarinas sont généralement construits pour correspondre aux tonalités de do majeur, fa majeur et sol majeur. L'ocarina a un timbre très varié (mélancolique, joyeux, gai, langoureux, ...) mais convient rarement à une humeur bucolique.

## Utilisation en musique savante
L'ocarina fait son apparition dans la musique savante à partir de la fin du XIXe siècle. Les compositeurs suivants l'ont utilisé :
- Leoš Janáček l'emploie dans son cycle Říkadla, pour chœur de chambre et ensemble de dix instruments (1927).
- György Ligeti fait appel à quatre ocarinas dans le deuxième mouvement de son Concerto pour violon (1990-1993). Il utilisera aussi cet instrument dans ses mélodies pour mezzo-soprano et percussionnistes Sippal, dobbal, nadihegedűvel (2000).

## Par région du monde

### Chine

#### Le niwawu ou ocarina hui
Le « niwawu » ou « tête de bœuf », en forme d'ocarina ou de flûte d'argile, est un instrument de musique traditionnel de l'ethnie Hui du Ningxia, région autonome de la république populaire de Chine. En 2005, cette ocarina a été inscrite sur la Liste du patrimoine culturel immatériel.

### Amérique
Le plus connu des ocarinas du continent américain est l'instrument andin (variante andine). Dans les cultures, civilisations et tribus andines, en plus d'être utilisés pour l'accordage musical, les ocarinas étaient fabriqués pour imiter les sons d'animaux, en particulier les voix d'oiseaux.
Parmi les formes d'ocarinas existants, retrouvés et/ou attestés il en existe des zoomorphes (en forme d'animaux) - notamment lama, oiseau (ornitomorphe), réptile (réptiliomorphe), félin, poisson (pescomorphe), tortue, chauve-souris, escargot, chrysalide, -, en forme de créatures mythiques et mythologiques amérindiennes, de forme anthropomorphe (en forme d'humain), anthropozoomorphe (en forme mi-humaine mi-animale), en forme de crâne ou tête humaine.

#### Ocarinas mésoaméricains
Le huilacapiztli est une sorte d'ocarina aztèque en terre cuite ou en os avec quatre trous latéraux. Ils sont connus pour être fabriqués en forme d'oiseaux.
L'ocarina nuiñe est une ocarina mixtèque de type aérophone globulaire transversal, originaire du Cerro de las Minas, Huajuapan, Oaxaca. Il a été analysé en détail par Gonzalo Sánchez. Il comporte trois volets, un en bas où se trouve l'embouchure et les deux autres sur le côté supérieur. La forme de son résonateur serait excellente pour produire des sons de haute qualité acoustique. Dans "l'Histoire de l'Ocarina", il est dit qu'elle a été inventée en 1870 à Budrio, en Italie, mais en réalité son dessin globulaire transversal existait déjà plusieurs siècles auparavant dans plusieurs anciennes cultures mexicaines, comme la Mixtèque.

## Culture populaire

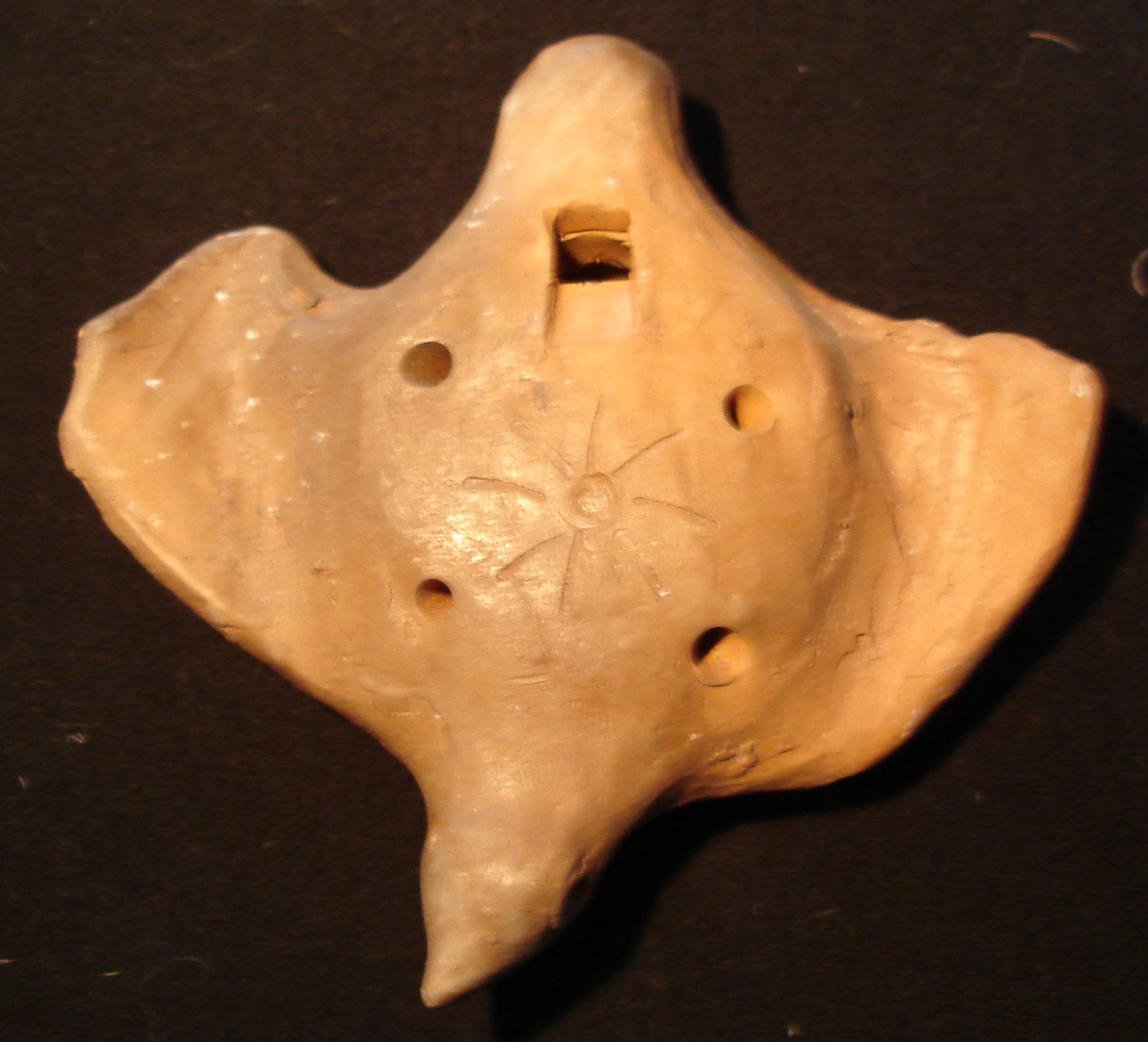
Ocarina - face.

- Dans le film Les Espions de Henri-Georges Clouzot, un homme joue de l'ocarina dans un bar.
- Dans le film Le Bon, la Brute et le Truand, de 1966, le compositeur Ennio Morricone utilise un arghilofono, une version grave de l'ocarina originaire de la région des Abruzzes, pour représenter le personnage Sentenza.
- L'instrumentation du Rêve de Jacob du compositeur Krzysztof Penderecki, œuvre écrite en 1974, qu'on peut entendre dans le film Shining de Stanley Kubrick, comporte dix ocarinas, interprétés par la section des bois de l'orchestre[réf. souhaitée].
- Bernardo Bertolucci dans 1900 utilise l’instrument dans une scène où des paysans se réunissent dans une forêt de l’Émilie-Romagne pour former une harmonie avec des ocarinas de différentes dimensions.
- Dans le film Le Corsaire noir, de 1976, le personnage de José joue plusieurs fois de l'ocarina.
- On peut apercevoir un ocarina dans la célèbre série de jeux vidéo The Legend of Zelda produite par Nintendo, notamment à partir de l’épisode Link's Awakening, également obtenu dans A Link to the Past; mais il est plus utilisé dans The Legend of Zelda: Ocarina of Time et The Legend of Zelda: Majora's Mask.
- Dans la série de jeux vidéo Phantasy Star produite par Sega, on peut, dans la version originale, utiliser des ocarinas dotés de différents pouvoirs. Dans la version anglaise ils sont nommés Telepipe, Escapipe, Hidapipz et Fascinapipe.
- Dans l’OAV de Dragon Ball Z dans lequel apparaît le personnage Tapion.
- Dans les épisodes 213,214 et 215 de l’anime Naruto.
- Dans Albator, le corsaire de l'espace le personnage de Stellie est surnommé « la petite fille à l’ocarina », car elle joue de l'instrument que lui a offert Albator, dans le premier épisode de la série.
- Dans Mon Voisin Totoro d'Hayao Miyazaki, Totoro joue de l'ocarina sur le camphrier géant près de la maison des personnages principaux : Mei et Satsuki.
- Dans Princesse Sarah, Peter offre un ocarina à Sarah pour son anniversaire. On pourra entendre Sarah en jouer au début de l'épisode 15.
- Yvonne Dubois écrit L'ocarina rouge en 1986 édité aux Éditions du Cerf.
- Dans le film Pokémon 2, où Melody joue de l'ocarina pendant la fête.
- Dans la trilogie Toute la vérité de Robert Rankin, l'ocarina tient une place primordiale. Hugo Rune le « réinvente », pourvu de plusieurs autres trous. Cet instrument lui permet de rentrer dans les zones interdites en jouant des notes qui n'existent pas.
- Dans Professeur Layton et l'Appel du Spectre, Arianna joue de l'ocarina que les gens de Misthallery prennent pour la flûte du spectre.
- Dans la version de Wild Thing par le groupe britannique The Troggs, parue en 1966, Reg Presley jouait de l'ocarina.
- Le titre Song of Ocarina a eu beaucoup de succès en France dans les années 1990.
- Dans l'épisode 29 des Power Rangers : Force animale, on peut voir que le monstre que combatte les rangers possède une tête en forme d'Ocarina.
- Le thème du chien dans Alexandre le Bienheureux composé par Vladimir Cosma repose sur un ocarina base.
- Simon Le Bon joue de l'ocarina dans le titre The Chauffeur de Duran Duran.